# Giacomo del Duca

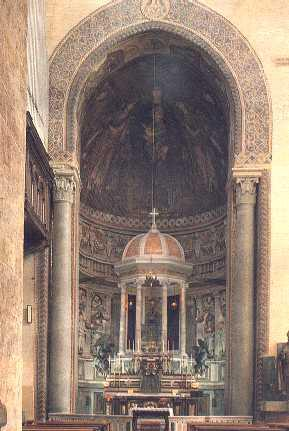
Capela do Sacramento, Messina, por Giacomo del Duca

Giacomo Del Duca (Cefalù, 1520- Mesina, c.1601) foi um escultor e arquiteto italiano durante o final do período renascentista ou maneirista. Ele é mais lembrado por ajudar Michelangelo em uma série de projetos em Roma, incluindo a escultura e construção do túmulo do Papa Júlio II  em San Pietro in Vincoli, concluído em um estado altamente truncado em relação ao projeto original. Ele também modificou os planos de Michelangelo para o edifícios do Monte Capitolino, um dos mais famosos e mais alto das sete colinas de Roma.
Também conhecido como Jacobo Siciliano ou Jacopo Del Duca, Giacomo del Duca nasceu em Cefalù, Palermo, Sicília, Itália. Participou também na decoração da Porta Pia (1562), em Roma, a construção do Palazzo Cornaro para o cardeal Alvise Cornaro, a construção da Villa Mattei al Celio, e a conclusão da infra-estrutura da cúpula para a igreja de Santa Maria di Loreto (1573-1576). Ele ajudou a projetar a igreja de Santa Maria in Trivio (1575). Em 1588, Del Duca retornou para a Sicília, e estabeleceu-se em Messina, onde completou uma série de estruturas maneiristas tardias, como San Giovanni dei Gerolamini e a Loggia dei Mercanti. Ele morreu em Messina.